# Madonna col Bambino e tre angeli
Madonna col Bambino e tre angeli, detta anche Madonna del ventaglio, è un'opera del pittore veronese Francesco Benaglio realizzata con la tecnica di tempera su tavola e oggi conservata nel museo di Castelvecchio a Verona.
Entrata a far parte delle collezioni civiche nel 1855, ha ricevuto diverse attribuzioni prima di essere riconosciuta, agli inizi del XX secolo, come parte della produzione del Benaglio. Le ridotte dimensioni e il tema materno fanno pensare che potesse trattarsi di una commissione privata da parte di una donna, forse monastica. Particolarmente interessante risulta essere la varietà cromatica dei marmi che fanno da cornice della Sacra conversazione.